# St. Leonhard am Ried (Lauingen)

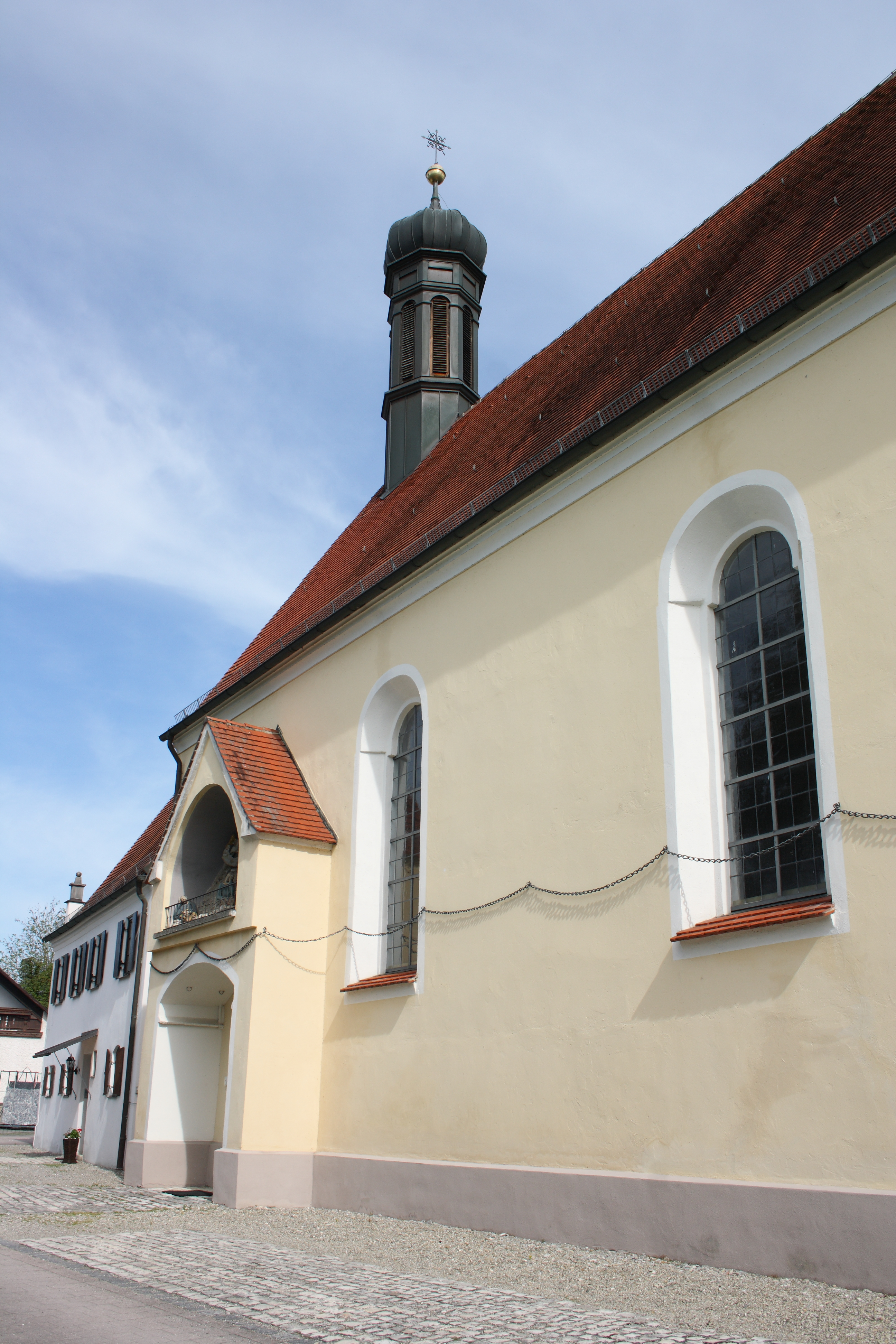
Südseite mit Portal

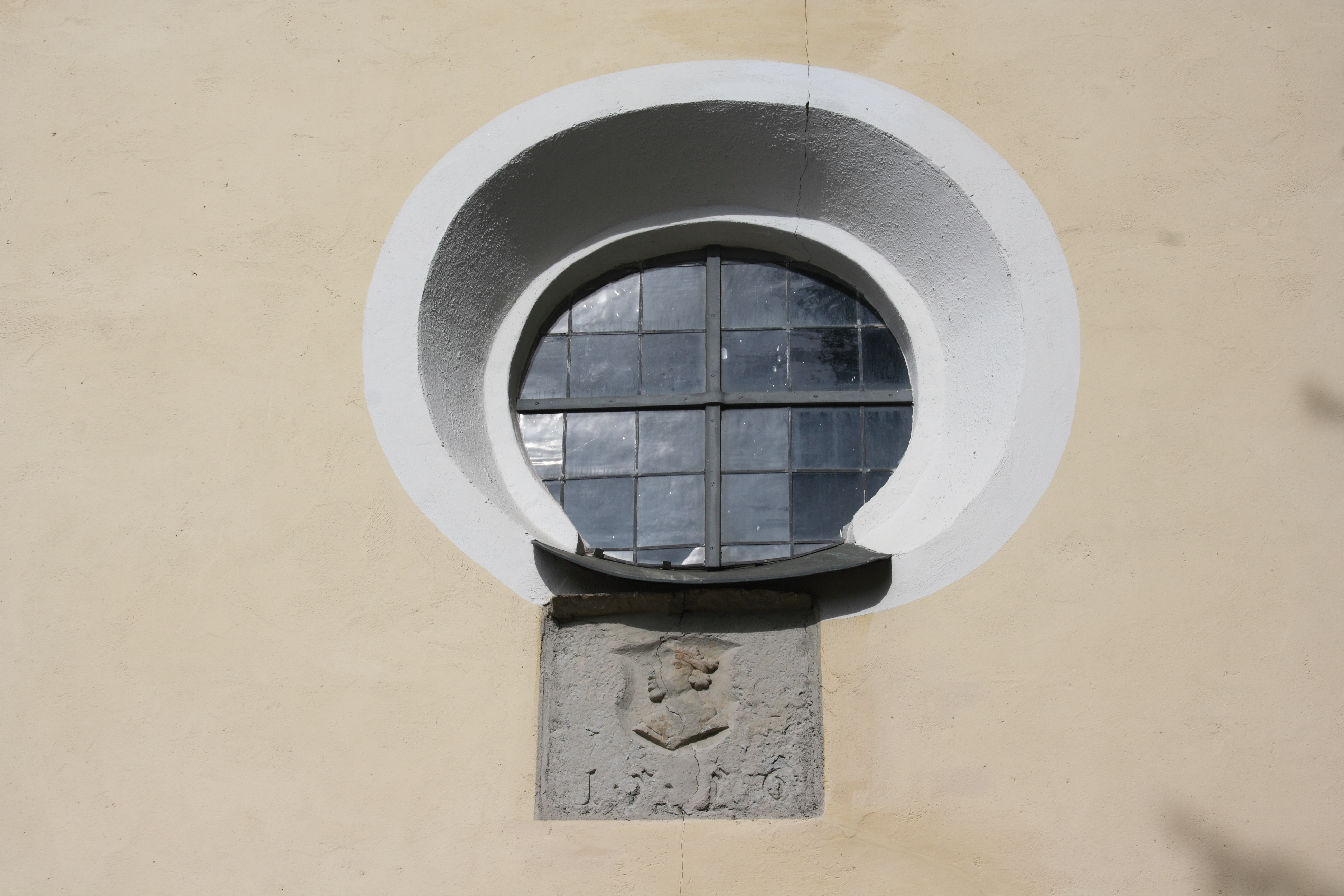
Stadtwappen am Chor, bezeichnet 1556

Die katholische Wallfahrtskirche St. Leonhard am Ried in Lauingen, einer Stadt im schwäbischen Landkreis Dillingen an der Donau in Bayern, wurde im 17. Jahrhundert errichtet. Die Kirche am Leonhardiweg 23, südlich der Donau an der Straße nach Weisingen, ist ein geschütztes Baudenkmal.

## Geschichte
Um 1440 stiftete der Orgel- und Lautenmacher Meister Balthasar eine hölzerne Kapelle, die dem heiligen Leonhard geweiht wurde. Bald entwickelte sich eine Wallfahrt zur Kapelle. Von 1480 bis 1483 wurde eine Kirche errichtet, die um 1650 abgebrochen wurde. Im Jahr 1664 erfolgte unter Verwendung einiger Reste der Wiederaufbau. In den Jahren 1730/31 wurde die Kirche von Johann Peter Streitberger um ein Langhausjoch und den Chor nach Osten erweitert. Im Jahr 1892 erfolgte der Abbruch des Turms, der durch den hölzernen Dachreiter im Westen ersetzt wurde. In den 1970er Jahren wurde eine umfangreiche Innen- und Außenrestaurierung durchgeführt.

## Beschreibung
Vor dem Südeingang befindet sich ein kleiner, zweigeschossiger Anbau zwischen zwei ehemaligen Strebepfeilern. Über dem Durchgang ist ein Ölberg aus Ton aus dem Jahr 1664 angebracht. Um den Bau mit Satteldach ist eine Eisenkette, das Attribut des hl. Leonhard, gezogen. Am dreiseitigen Chorschluss ist eine Steinplatte mit dem Stadtwappen von Lauingen angebracht, die mit 1556 bezeichnet ist.
Der einschiffige Raum mit doppelter Westempore und Stichkappentonne über Pilastergliederung ist durch den Chorbogen vom nicht eingezogenen Chor abgesetzt. Die Stuckaturen stammen von Balthasar Suiter aus dem Jahr 1731. Die gleichzeitigen Fresken wurden von einheimischen Malern, im Chor von Franz Karl Karpf, und im Langhaus von Johann Wilhelm Schreiner ausgeführt. Es werden die Wundertaten und Gnadenerweise des hl. Leonhard dargestellt. Im Chor ist eine Ansicht der Stadt Lauingen zu sehen. An den Wänden befinden sich Medaillons mit den Aposteln, Christus Salvator und Paulus von Johann Caspar Birgisser aus dem Jahr 1771.

## Ausstattung
Der Hochaltar von 1740 und die Seitenaltäre von 1743 wurden von Johann Michael Schroff gefertigt. Die Gemälde wurden 1740/43 von Johann Anwander ausgeführt: Der Hochaltar zeigt die Verehrung des heiligen Leonhard, der linke Seitenaltar Mariä Verkündigung und der rechte Seitenaltar den Traum Josephs.
Unter der Westempore befinden sich zahlreiche Votivtafeln aus dem 17. bis 20. Jahrhundert. Das Chorbogenkruzifix mit Putten, die die Blutstrahlen auffangen, ist von 1667.

## Mesnerhaus
An die Kirche ist westlich das niedrigere, zweigeschossige Mesnerhaus angebaut, das ebenfalls als Baudenkmal geschützt ist. Im Giebelfeld befinden sich mittig zwei große, segmentbogige Ladeluken. Profilierte Gesimse gliedern das Giebelfeld, das mit einem Traufgesims abschließt.